# Rossella Gregorio
Rossella Gregorio (Salerno, 30 agosto 1990) è una schermitrice italiana, specializzata nella sciabola.

## Biografia
Atleta di punta della nazionale italiana, dopo aver conseguito numerosi podi ai Campionati italiani assoluti di scherma, sia a livello individuale che a squadre, si laurea campionessa italiana a Torino 2015.
Alle olimpiadi di Rio de Janeiro 2016, nella competizione individuale, è stata sconfitta nei sedicesimi di finale dall'ucraina Alina Komaščuk, mentre a squadre insieme a Loreta Gulotta, Irene Vecchi e Ilaria Bianco è stata sconfitta nella finale per il bronzo dalla squadra statunitense.
L'anno successivo in giugno vince l'argento agli europei di Tbilisi dove viene battuta in finale dalla padrona di casa Teodora Kakhiani, ma insieme alla stessa squadra dei precedenti Giochi olimpici, ma con Martina Criscio in sostituzione di Ilaria Bianco, batte la squadra russa nella finale per l'oro a squadre. Un mese dopo, con le stesse compagne, vince l'oro anche ai campionati mondiali di Lipsia sconfiggendo gli Stati Uniti.
Ai Giochi di Tokyo 2020 bissa il risultato dell'edizione precedente sia nell'individuale, con l'immediata sconfitta ai sedicesimi, e il quarto posto a squadre, questa volta battuta per 42-25 nella finalina contro la Corea del Sud.
In carriera vanta anche una la vittoria della Coppa del mondo a squadre nella stagione 2017/2018, 32 podi in Coppa del Mondo e 9 titoli italiani individuali e a squadre tra Assoluti ed Under 20.
Il 30 giugno 2023 vince la medaglia d'Argento nella gara a squadre di Sciabola ai Giochi Europei di Cracovia, in Finale Italia 38 - Francia 45, insieme alle altre tre Sciabolatrici Martina Criscio, Chiara Mormile e Eloisa Passaro.

## Palmarès

### Risultati élite
In carriera ha ottenuto i seguenti risultati:
Mondiali
Individuale
A squadre
- Oro nella sciabola a Lipsia 2017

Europei
Individuale
- Argento nella sciabola a Tbilisi 2017
- Argento nella sciabola ad Adalia 2022
- Bronzo nella sciabola a Strasburgo 2014
- Bronzo nella sciabola a Montreux 2015

A squadre
- Oro nella sciabola a Tbilisi 2017
- Argento nella sciabola ad Adalia 2022
- Bronzo nella sciabola a Zagabria 2013

Giochi europei
Individuale
A squadre
- Argento nella sciabola a Cracovia 2023

Coppa del Mondo
- 8 vittorie nelle prove

Campionati italiani
Individuale
- Oro nella sciabola a Torino 2015
- Oro nella sciabola a Cassino 2021
- Oro nella sciabola a La Spezia 2023
- Argento nella sciabola ad Acireale 2014
- Bronzo nella sciabola a Jesi 2008
- Bronzo nella sciabola a Tivoli 2009
- Bronzo nella sciabola a Roma 2016
- Bronzo nella sciabola a Gorizia 2017
- Bronzo nella sciabola a Cagliari 2024

A squadre
- Oro nella sciabola ad Assisi 2005
- Oro nella sciabola a Torino 2006
- Oro nella sciabola a Roma 2016
- Argento nella sciabola a Jesi 2008
- Argento nella sciabola a Siracusa 2010
- Bronzo nella sciabola a Tivoli 2009
- Bronzo nella sciabola a Bologna 2012
- Bronzo nella sciabola ad Acireale 2014

### Risultati giovani
Mondiali giovani
Individuale
A squadre
- Argento nella sciabola a Belfast 2009
- Bronzo nella sciabola a Baku 2010

Europei Under-23
Individuale
A squadre
- Argento nella sciabola a Bratislava 2012

Europei giovani
Individuale
- Oro nella sciabola a Odense 2009

A squadre
- Oro nella sciabola ad Amsterdam 2008
- Bronzo nella sciabola a Poznań 2006

Campionati del mediterraneo
Individuale
- Argento nella sciabola a Hammamet 2006

A squadre
Coppa del Mondo juniores
- 1 Coppa del Mondo